# Juha Jääskä
Juha Jääskä, född 9 februari 1998, är en finländsk professionell ishockeyforward som är kontrakterad till Carolina Hurricanes i National Hockey League (NHL) och spelar för Chicago Wolves i American Hockey League (AHL).
Han har tidigare spelat för HIFK Hockey i Liiga och Rovaniemen Kiekko i Mestis.
Jääskä blev aldrig NHL-draftad.

## Statistik
| 2015–2016    | HIFK Hockey         | Liiga        | 1   | 0  | 0  | 0   | 0   | —  | —  | —  | —  | —  |
| 2016–2017    | HIFK Hockey         | Liiga        | 13  | 0  | 2  | 2   | 2   | 8  | 1  | 0  | 1  | 0  |
|              | Rovaniemen Kiekko   | Mestis       | 3   | 0  | 0  | 0   | 16  | —  | —  | —  | —  | —  |
| 2017–2018    | HIFK Hockey         | Liiga        | 26  | 1  | 4  | 5   | 10  | 13 | 2  | 0  | 2  | 2  |
| 2018–2019    | HIFK Hockey         | Liiga        | 47  | 4  | 17 | 21  | 16  | 13 | 1  | 2  | 3  | 6  |
| 2019–2020    | HIFK Hockey         | Liiga        | 28  | 2  | 8  | 10  | 10  | —  | —  | —  | —  | —  |
| 2020–2021    | HIFK Hockey         | Liiga        | 40  | 10 | 4  | 14  | 26  | 8  | 2  | 3  | 5  | 0  |
| 2021–2022    | HIFK Hockey         | Liiga        | 42  | 12 | 11 | 23  | 30  | —  | —  | —  | —  | —  |
| 2022–2023    | HIFK Hockey         | Liiga        | 56  | 12 | 25 | 37  | 26  | 6  | 0  | 4  | 4  | 4  |
| 2023–2024    | HIFK Hockey         | Liiga        | 57  | 10 | 20 | 30  | 40  | 7  | 5  | 2  | 7  | 4  |
| 2024–2025    | Carolina Hurricanes | NHL          | 1   | 0  | 0  | 0   | 0   | —  | —  | —  | —  | —  |
|              | Chicago Wolves      | AHL          | 25  | 7  | 9  | 16  | 14  | —  | —  | —  | —  | —  |
| NHL totalt   | NHL totalt          | NHL totalt   | 1   | 0  | 0  | 0   | 0   | —  | —  | —  | —  | —  |
| Liiga totalt | Liiga totalt        | Liiga totalt | 310 | 51 | 91 | 142 | 160 | 55 | 11 | 11 | 22 | 16 |

### Internationellt
| Källa: Uppdaterad: 2025-01-03 | Källa: Uppdaterad: 2025-01-03 | Källa: Uppdaterad: 2025-01-03 |         | Utv = Utvisningsminuter | Utv = Utvisningsminuter | Utv = Utvisningsminuter | Utv = Utvisningsminuter | Utv = Utvisningsminuter |
| År                            | Lag                           | Mästerskap                    | Matcher | Mål                     | Assists                 | Poäng                   | Utv                     |                         |
| ----------------------------- | ----------------------------- | ----------------------------- | ------- | ----------------------- | ----------------------- | ----------------------- | ----------------------- | ----------------------- |
| 2015                          | Finland                       | EYOWF                         | 3       | 0                       | 2                       | 2                       | 0                       |                         |
| 2015                          | Finland                       | Ivan Hlinka                   | 5       | 2                       | 0                       | 2                       | 4                       |                         |
| 2016                          | Finland                       | U18-VM                        | 7       | 0                       | 1                       | 1                       | 8                       |                         |
| 2018                          | Finland                       | JVM                           | 5       | 0                       | 1                       | 1                       | 2                       |                         |
| 2024                          | Finland                       | VM                            | 8       | 0                       | 1                       | 1                       | 8                       |                         |
| Junior totalt                 | Junior totalt                 | Junior totalt                 | 17      | 2                       | 2                       | 4                       | 14                      |                         |
| Senior totalt                 | Senior totalt                 | Senior totalt                 | 8       | 0                       | 1                       | 1                       | 8                       |                         |